# هشدار ضایعات هسته‌ای بلندمدت

هشدار تشعشع سازمان بین‌المللی استانداردسازی.

هشدارهای ضایعات هسته‌ای بلندمدتبرای جلوگیری از ورود انسان‌ها به مخزن‌هایضایعات هسته‌ای در آینده‌ای دور (با مرتبه بزرگی بیشتر از ۱۰۰۰ سال) طراحی می‌شوند. نشانه‌شناسی هسته‌ای (انگلیسی: Nuclear semiotics) نیز حوزه‌ای میان‌رشته‌ای است که در سال ۱۹۸۱ از سوی کارگروه دخالت انسانی پایه‌گذاری شد. تأسیسات آزمایشی مجزاسازی ضایعات درین زمینه تحقیقات متعددی انجام داده‌است. از آنجا که ممکن است زبان‌های امروزی در آیندهٔ دور قابل درک نباشند، بر روی تصویرنگاشت و معماری تخاصم نیز پژوهش‌هایی صورت گرفته‌است.